# Joe Tompkins
Pour les articles homonymes, voir Tompkins.
Joe Tompkins, né le 20 août 1968 à Juneau (Alaska), est un skieur alpin handisport américain.